# Tău
Tău je šesti studijski album rumunjskog black metal-sastava Negură Bunget. Diskografska kuća Lupus Lounge objavila ga je 27. veljače 2015.

## O albumu
Kad su 2012. prvi put najavili uradak, članovi grupe izjavili su da je Tău prvi dio planirane „Transilvanijske trilogije” albuma.

## Popis pjesama
| 1.    | »Nămetenie«                | 10:16 |
| 2.    | »Izbucul galbenei«         | 6:30  |
| 3.    | »La hotaru cu cinci culmi« | 4:11  |
| 4.    | »Curgerea muntelui«        | 5:25  |
| 5.    | »Tărîm vîlhovnicesc«       | 6:39  |
| 6.    | »Împodobeala timpului«     | 6:12  |
| 7.    | »Picur viu foc«            | 5:10  |
| 8.    | »Schimnicește«             | 6:09  |
| 50:32 |                            |       |

## Recenzije
| Recenzije       | Recenzije |
| Izvor           | Ocjena    |
| --------------- | --------- |
| Angry Metal Guy | 3/5       |
| Brave Words     | 7/10      |
| Metal Hammer    | [ 6 ]     |

Dobio je uglavnom pozitivne i podijeljene kritike. Nicholas Franco, pišući za Metal Injection, izjavio je da sastav „ne udara kao nekoć, ali pjesme mu odišu dubokim osjećajima i originalnom progresivnošću koji bi trebali zadržati [sastav] na vrhu poganskog metala”.
U osvrtu za Brave Words David Perri dao mu je sedam od deset bodova izjavivši da su pjesme „zanimljivo napisane” i da su „pažljivo odsvirane, što odgovara ozračju [kojim sastav dočarava] osamljenost”, ali da „pojedini trenutci koji najviše odišu narodnom i progresivnom glazbom zaista živciraju”. Recenzent stranice Angry Metal Guy dao mu je tri boda od njih pet zaključivši: „'Tău' na koncu zvuči kao album skupine koja se mijenja – što je zapravo potpuno točno. Divno je čuti sastav u razvoju kako izražava nove ideje, ali rezultati su manjkavi.”
Dayal Patterson dao mu je tri i pol zvjezdice od njih pet u recenziji za Metal Hammer izjavivši da to „nije loš album, svakako je iznadprosječan. No teško je ne izvesti zaključak da označava korak unatrag u usporedbi s prijašnjim uradcima.”

## Zasluge
| Negură Bunget - Tibor Kati – vokal, gitara, klavijatura - Adrian „GQ” Neagoe – gitara, vokal, cobza, klavijatura - Ovidiu Corodan – bas-gitara - Petre Ionuţescu – truba, rog, frula, Panova frula - Gabriel „Negru” Mafa – bubnjevi, udaraljke, dulcimer - Mihai „Mtz” Neagoe – oblikovanje zvuka, prateći vokal - Daniel Dorobanțu – grafički dizajn Dodatni glazbenici - Alexandrina Hristov – vokali (na pjesmi „Împodobeala timpului”) - Bean MC – vokali (na pjesmi „La hotaru cu cinci culmi”) - Gabriel Almași – teremin (na pjesmi „Nămetenie”) - Sakis Tolis – dodatni vokali (na pjesmi „Tărîm vîlhovnicesc”) - Rune Eriksen – gitara (na pjesmi „Împodobeala timpului”) | Ostalo osoblje - Mihai „MTZ” Neagoe – snimanje, miksanje - Alin Luculescu – mastering - MK – produkcija |